# باربلروت
باربلروت (به آلمانی: Barbelroth) یک شهر در آلمان است که در زودلیشه واینشتراسه واقع شده‌است. باربلروت ۵۹۹ نفر جمعیت دارد. لازم به ذکر است که باربلروت در قاره اروپا واقع شده است.